# Llista d'episodis de V
V és una sèrie de televisió estatunidenca de ciència-ficció i drama. La sèrie consta de dues temporades de 12 i 10 capítols cadascuna. Als Estats Units, la primera temporada va començar el 3 de novembre de 2009 i va acabar el 18 de maig del 2010. La segona temporada es va emetre entre el 4 de gener del 2011 i el 15 de març del mateix any.
La sèrie ha estat doblada al català i emesa per Televisió de Catalunya. La primera temporada de la sèrie fou emesa per primera vegada per TV3 l'any 2010. La segona temporada va ser emesa l'any 2011 pel canal 3XL.

## Temporades
| Temporada | Temporada | Episodis | Duració als Estats Units                   | Duració a Catalunya                          | Duració a Catalunya |
| --------- | --------- | -------- | ------------------------------------------ | -------------------------------------------- | ------------------- |
|           | 1         | 12       | 3 de novembre de 2009 - 18 de maig de 2010 | 22 d'abril de 2010 - 15 de juliol de 2010    |                     |
|           | 2         | 10       | 4 de gener de 2011 - 15 de març de 2011    | 24 de juliol de 2011 - 4 de setembre de 2011 |                     |

## Llista d'episodis

### Primera temporada
| Núm. | #  | Títol                                                    | Directors             | Guionistes                          | Data d'estrena als EUA | Data d'estrena a Catalunya |
| --- | -- | -------------------------------------------------------- | --------------------- | ----------------------------------- | ---------------------- | -------------------------- |
| 1 | 1  | «Pilot»                                                  | Yves Simoneau         | Kenneth Johnson Scott Peters        | 3 de novembre de 2009  | 22 d'abril de 2010         |
| 2 | 2  | «Ja no hi ha res normal» «There is no Normal Anymore»    | Yves Simoneau         | Scott Peters Sam Egan               | 10 de novembre de 2009 | 29 d'abril de 2010         |
| L'Erica i el pare Jack veuen una nau de transport fora del magatzem on van ser atacats. Han vingut a recollir els cadàvers, un dels quals pertany al company de l'Erica, el Dale. L'agent fa una trucada anònima al 911 que és interceptada per un operador a bord d'una nau Visitant. Moments després, l'Erica i el pare Jack són perseguits per una mortal esfera de cerca flotant. Aconsegueixen escapar, pels pèls. Ara ja saben que no poden confiar en ningú.                             |    |                                                          |                       |                                     |                        |                            |
| 3 | 3  | «L'esperança d'un nou dia» «A Bright New Day»            | Fred Toye             | Diego Gutierrez Christine Roum      | 17 de novembre de 2009 | 6 de maig de 2010          |
| En Chad informa des de l'ambaixada de pau, on es fa entrega de 100 visats diplomàtics per la primera onada de visitants als EUA. L'Anna rebrà el primer, però no tothom està d'acord amb la decisió. L'Erica és enviada al Centre d'Ambaixadors de la Pau després que els Visitants reben una amenaça de mort. Mentre pentinen l'edifici, l'Erica troba un guarda de seguretat inconscient a qui han robat l'uniforme. Més endavant, segueix un possible sospitós fins al centre.               |    |                                                          |                       |                                     |                        |                            |
| 4 | 4  | «Això només és el començament» «It's only the Beginning» | Yves Simoneau         | Cameron Litvack Angela Russo Otstot | 24 de novembre de 2009 | 13 de maig de 2010         |
| En un context d'emoció i suspens, l'Erica col·labora amb el nou grup d'aliats per destapar l'amenaça biològica que sospiten que els visitants han estat tramant. A bord de la nau mare, l'Anna es troba amb un hoste molt especial mentre gestiona la investigació de l'assassinat d'un visitant. En Chad enceta una secció sobre els centres mèdics dels visitants per donar a conèixer les seves increïbles habilitats curatives, però aviat es troba en conflicte arran d'algunes troballes. |    |                                                          |                       |                                     |                        |                            |
| 5 | 5  | «Benvinguts a la guerra» «Welcome to the War»            | Yves Simoneau         | Scott Rosenbaum                     | 30 de març de 2010     | 20 de maig de 2010         |
| L'Erica és atacada a casa seva pel mateix guarda de seguretat visitant que va apunyalar el pare Jack. Malvat i calb, el Visitant no sap que ha anat a topar amb l'agent equivocada. L'Erica l'estaborneix amb un cop de paella al cap i li clava un ganivet al cor (que els Visitants tenen al costat dret). El pare Jack es debat entre la vida i la mort després de la ganivetada. La bona notícia és que està rebent la millor atenció mèdica.                                               |    |                                                          |                       |                                     |                        |                            |
| 6 | 6  | «El sacrifici» «Pound of Flesh»                          | Dean White            | Charles Murray Natalie Chaidez      | 6 d'abril de 2010      | 27 de maig de 2010         |
| Després d'un atemptat suïcida a bord de la nau nodrissa Sydney, l'Anna decideix eliminar la Cinquena Columna abans no es facin més forts. Com que els seus membres han començat a sentir emocions humanes, l'Anna ordena a en Joshua que desenvolupi un test per mesurar impulsos emocionals. Tots els que no superin la prova se'ls acusarà de traïció. Ja es poden preparar. |    |                                                          |                       |                                     |                        |                            |
| 7 | 7  | «En John May» «John May»                                 | Jonathan Frakes       | Gregg Hurwitz                       | 13 d'abril de 2010     | 10 de juny de 2010         |
| L'Erica, en Ryan i en Jack emprenen una missió angoixant per localitzar el llegendari John May per poder rescatar en Georgie, capturat pels visitants. El que no saben l'Erica i en Jack és que fa deu anys, a la localitat de Reedsville, un noi anomenat James va sentir un soroll i es va pensar que provenia d'un ovni, però el seu padrastre li va explicar que els ovnis no existien. Més tard, aquell padrastre seria atacat per un visitant anomenat Ryan Nichols.                      |    |                                                          |                       |                                     |                        |                            |
| 8 | 8  | «No podem guanyar» «We can't Win»                        | David Barrett         | Christine Roum Cameron Litvack      | 20 d'abril de 2010     | 17 de juny de 2010         |
| En Chad i l'Anna es dirigeixen a Ginebra, Suïssa, amb motiu de la Cimera sobre l'Energia de les Nacions Unides. Allà, l'Anna ha de presentar al món un regal de la tecnologia. Mentrestant, l'Erica sap que el grup de treball Visitant està investigant la Quinta Columna i la Valerie fuig sabent que hi ha alguna cosa diferent en el seu nadó i dubta de si pot confiar en en Ryan. |    |                                                          |                       |                                     |                        |                            |
| 9 | 9  | «El torturador» «Heretic's Fork»                         | Fred Toye             | John Wirth Angela Russo Otstot      | 27 d'abril de 2010     | 24 de juny de 2010         |
| L'Erica, el pare Jack i en Kyle Hobbes descobreixen que els Visitants estan al corrent dels noms i les adreces dels membres de la Quinta Columna i han de prendre mesures dràstiques per protegir-los. D'altra banda, en Ryan finalment confessa a la Valerie que és Visitant i en Chad, filmat amb les càmeres de "Prime Focus", comença el procés a bord del centre mèdic de la nau d'abastament per extirpar-li l'aneurisma.                                                                 |    |                                                          |                       |                                     |                        |                            |
| 10 | 10 | «El cor i la raó» «Hearts and Minds»                     | Bobby Rich            | Gregg Hurwitz                       | 4 de maig de 2010      | 8 de juliol de 2010        |
| En Kyle Hobbes apunta amb un llançamíssils Stinger, dispara i... objectiu tocat. Una llançadora Visitant explota en l'aire. Però, quan s'hi acosten, s'adonen que la llançadora que havia d'anar plena de rastrejadors Visitants enviats per l'Anna, per capturar-los, en realitat duia humans. En Jack està destrossat pel fet d'haver causat l'explosió d'una llançadora plena de gent innocent.                                                                                              |    |                                                          |                       |                                     |                        |                            |
| 11 | 11 | «Estratègia òptima» «Fruition»                           | Bryan Spicer          | John Wirth Natalie Chaidez          | 11 de maig de 2010     | 15 de juliol de 2010       |
| Troben la Lisa en un carreró després d'haver rebut d'una forta pallissa. Té les dues cames trencades i li han gravat la lletra V al rostre. L'Erica se'n fa càrrec i promet trobar l'atacant. Malgrat que la causant del seu estat és l'Anna, la Lisa dona una descripció detallada dels dos homes que li van fer mal. Un d'ells és un científic desaparegut, anomenat Lawrence Parker; l'altre és en Kyle Hobbes.                                                                              |    |                                                          |                       |                                     |                        |                            |
| 12 | 12 | «Cel rogent» «Red Sky»                                   | Robert Duncan McNeill | Scott Rosenbaum Gregg Hurwitz       | 18 de maig de 2010     | 15 de juliol de 2010       |
| En l'últim episodi, un soldat visitant ha segrestat la Valerie, ja amb dolors de part, i la duu a bord de la nau nodrissa de Nova York. Quan el Ryan descobreix on és la Valerie no ho dubta ni un moment: entrarà sigui com sigui a la nau. L'Anna promet portar l'híbrid al món sense complicacions, però, en realitat, el que vol és recuperar el Ryan. La Valerie li importa ben poc. |    |                                                          |                       |                                     |                        |                            |

### Segona temporada
| Núm. | #  | Títol                                                  | Directors      | Guionistes                    | Data d'estrena als EUA | Data d'estrena a Catalunya |
| --- | -- | ------------------------------------------------------ | -------------- | ----------------------------- | ---------------------- | -------------------------- |
| 13 | 1  | «Pluja roja» «Red Rain»                                | Bryan Spicer   | Scott Rosenbaum Gregg Hurwitz | 4 de gener de 2011     | 24 de juliol de 2011       |
| L'estrena de la segona temporada reprèn l'acció a partir del darrer capítol de la temporada anterior, quan l'Anna deixa anar el Cel rogenc al planeta. Amb el món a punt d'entrar en guerra i el caos dominant-ho tot, hi haurà algú capaç d'enfrontar-se a l'Anna? Mentrestant, en Ryan continua retingut a la nau nodrissa, perquè l'Anna pugui experimentar amb el seu fill híbrid. Pel que fa a en Chad, que vol redimir-se després d'haver estat utilitzat per l'Anna, vol unir-se a la lluita de la Cinquena Columna. |    |                                                        |                |                               |                        |                            |
| 14 | 2  | «Dent de serp» «Serpent's Tooth»                       | Steve Shill    | Gregg Hurwitz                 | 11 de gener de 2011    | 24 de juliol de 2011       |
| L'Anna i la Diana es troben cara a cara a les fosques entranyes de la nau nodrissa, on la Diana ha passat els darrers 15 anys sense veure l'Anna. Mentrestant, l'Erica fa analitzar la sang d'en Tyler i descobreix que els visitants li van fer alguna cosa horrible mentre estava embarassada del seu fill. |    |                                                        |                |                               |                        |                            |
| 15 | 3  | «Al descobert» «Laid Bare»                             | David Barrett  | Gwendolyn M. Parker           | 18 de gener de 2011    | 31 de juliol de 2011       |
| Quan l'Erica descobreix que la seva companya, la Malik, és una visitant, ha de lluitar literalment per la seva vida i perquè l'Anna no esbrini que és membre de la Cinquena Columna. Mentrestant, la líder dels visitants descobreix que la Malik ha desaparegut i ordena a en Ryan que la trobi. La Lisa s'adona que el seu cos comença a canviar i cada cop s'assembla més a la seva mare. |    |                                                        |                |                               |                        |                            |
| 16 | 4  | «Una aliança impia» «Unholy Alliance»                  | Dean White     | Rockne S. O'Bannon            | 1 de febrer de 2011    | 7 d'agost de 2011          |
| Quan una facció radical de la Cinquena Columna mata tres ambaixadors de la Pau, l'Erica surt a la recerca del seu líder, Eli Cohn, antic agent del Mossad. Mentrestant, en Jack i altres sacerdots d'arreu del món comencen a manifestar-se contra els visitants i l'Anna viatja al Vaticà per mirar de convèncer els líders de l'Església que els visitants són realment "pacífics". D'altra banda, l'Erica té un company nou, l'agent de l'FBI Chris Bolling. També hi apareix l'estrella convidada Jane Badler, en el paper de Diana. |    |                                                        |                |                               |                        |                            |
| 17 | 5  | «Concòrdia» «Concordia»                                | Jesse Warn     | David Rambo                   | 8 de febrer de 2011    | 21 d'agost de 2011         |
| L'Anna utilitza el seu últim regal per a la humanitat, "Concòrdia", com a tapadora d'una flota invasora de naus reproductores que garantiran la perpetuació dels visitants al llarg de les generacions futures. Mentrestant, Eli Cohn (l'estrella convidada Oded Fehr) mira de convèncer l'Erica i la Cinquena Columna que la gala de la Concòrdia és l'ocasió perfecta per assassinar l'Anna. |    |                                                        |                |                               |                        |                            |
| 18 | 6  | «El setge» «Siege»                                     | John Behring   | Dean Widenmann                | 15 de febrer de 2011   | 21 d'agost de 2011         |
| L'Anna, enfurismada per l'audàcia creixent dels atacs de la Cinquena Columna, recorre a en Ryan, amb la intenció de destruir-la d'un sol cop. Mentrestant, el pare Travis (estrella convidada Scott Hylands, de Night Heat), d'acord amb les ordres del Vaticà, demana a en Jack que deixi l'Església. D'altra banda, la Lisa coneix la seva àvia, la Diana, que l'Anna li havia fet creure que era morta. |    |                                                        |                |                               |                        |                            |
| 19 | 7  | «Dolors de part» «Birth Pangs»                         | David Barrett  | Cathryn Humphris              | 22 de febrer de 2011   | 28 d'agost de 2011         |
| Amb el desig de venjar-se de l'Anna, l'Erica viatja a Hong Kong per perpetrar-hi una acció mortífera. Mentrestant, l'Anna descobreix que el nivell de fòsfor d'en Tyler és massa baix -tot i la pluja rogenca- i potser el noi no li farà cap servei. D'altra banda, la Lisa i la Diana s'uneixen i comencen a gestar una aliança contra l'Anna. |    |                                                        |                |                               |                        |                            |
| 20 | 8  | «Incertesa» «Uneasy Lies the Head»                     | Jeff Woolnough | Cameron Litvack Gregg Hurwitz | 1 de març de 2011      | 28 d'agost de 2011         |
| L'Erica, ara oficialment al capdavant de la Cinquena Columna mundial, dirigeix els rebels en un atac arriscat contra l'Anna. Mentrestant, la líder dels visitants, cada cop més a prop de fer realitat el pla de destruir la humanitat, topa amb un gran obstacle en la persona d'un candidat al programa "Vida a bord". D'altra banda, en Ryan torna a esmunyir-se a l'interior de la nau nodrissa, amb l'objectiu de rescatar la seva filla. Entre les estrelles convidades, hi haurà també Jane Badler com a Diana, Mark Hildreth com a Joshua, Ona Grauer (Percy Jackson y el ladrón del rayo) com a Kerry Eltoff, Christopher Shyer com a Marcus, Bret Harrison com el doctor Sidney Miller i Martin Cummins (Kyle XY, Shattered) com a Thomas. |    |                                                        |                |                               |                        |                            |
| 21 | 9  | «El diable es vesteix de blau» «Devil in a Blue Dress» | Ralph Hemecker | Hans Tobeason                 | 8 de març de 2011      | 4 de setembre de 2011      |
| L'Anna està a punt d'activar el primer reactor de Blue Energy del planeta, però en Sid (Bret Harrison) s'adona que el reactor és massa gran per als punts del projecte "Concòrdia"; ara, la Quinta Columna haurà d'esbrinar què pretén en realitat l'Anna. La Diana (Jane Badler) explica a la Lisa que ha d'actuar contra l'Anna de seguida, assumir el seu destí i salvar la humanitat de l'extermini. |    |                                                        |                |                               |                        |                            |
| 22 | 10 | «El dia de la mare» «Mother's Day»                     | Bryan Spicer   | Scott Rosenbaum Gregg Hurwitz | 15 de març de 2011     | 4 de setembre de 2011      |
| A l'esgarrifós capítol final de la segona temporada, l'Anna vol que la Lisa procreï amb en Tyler per assegurar l'evolució dels visitants. L'Erica i la Diana (Jane Bader) recorren a la Lisa per perpetrar un cop contra l'Anna i derrocar-la abans que destrueixi la humanitat. L'Erica i la Quinta Columna s'uneixen a la Lisa en l'intent colpista, que té uns resultats devastadors. |    |                                                        |                |                               |                        |                            |